# Новая Уча
 Новая Уча — деревня в Мамадышском районе Татарстана. Входит в состав Нижнетаканышского сельского поселения.

## География
Находится в северной части Татарстана на расстоянии приблизительно 37 км на северо-запад по прямой от районного центра города Мамадыш у речки Уча.

## История
Основана в начале XVIII века.

## Население
Постоянных жителей было: в 1782 — 5 душ мужского пола, в 1859—178, в 1897—258, в 1908—302, в 1920—366, в 1926—386, в 1949—239, в 1958—253, в 1970—273, в 1979—227, в 1989—140, в 2002 году 143 (удмурты 96 %), в 2010 году 112.